# József Kardos
József Kardos (Nagybátony, 29 de março de 1960 – 28 de julho de 2022) foi um futebolista húngaro que atuou pela seleção de seu país na Copa do Mundo de 1986.

## Biografia
Kardos jogou pelo Újpesti Dózsa, com o qual conquistou um campeonato nacional (1978–79) e três Copas da Hungria. Enquanto esteve no clube, atuou em 229 partidas e marcou 37 gols, além de ser agraciado com o prêmio de Futebolista Húngaro do Ano em 1983.
Fez sua estreia pela seleção húngara em 1980. No total teve 33 participações e três gols até 1987. Foi um dos participantes na Copa do Mundo de 1986, no México, na qual a Hungria não conseguiu passar da fase de grupos.
A morte de Kardos foi divulgada em 28 de julho de 2022.